# John Marks Templeton
Sir John Marks Templeton, Sr. (* 29. November 1912 in Winchester, Tennessee, USA; † 8. Juli 2008 in Nassau, Bahamas) war ein US-amerikanischer Unternehmer und Fondsmanager, der später die britische Staatsbürgerschaft annahm.
John Templeton besuchte 1934 das Balliol College der University of Oxford. 1954 gründete er den Templeton Growth Fund, Inc., einen der – am Anlagevermögen gemessen – weltweit größten Investmentfonds. Die zugehörige Investmentgesellschaft verkaufte er 1992 für 440 Millionen US-Dollar an die Franklin Templeton Investments Group.
John Templeton war der Stifter des jährlich seit 1973 vergebenen Templeton-Preises und der John Templeton Foundation. Ein weiterer nach John Templeton benannter Preis ist der Templeton Freedom Award, den das Atlas Network, eine Stiftung zur Förderung neoliberaler Politik, seit 2004 jährlich vergibt.
John Templeton war britischer Staatsbürger und verbrachte seinen Lebensabend in Nassau, Bahamas. Sein Sohn (und das erstgeborene von drei Kindern Templetons) war der Philanthrop John Marks Templeton, Jr. (1940–2015). 1987 wurde Templeton als Knight Bachelor ausgezeichnet. Er starb im Alter von 95 Jahren im Jahr 2008 an den Folgen einer Lungenentzündung. Die John Templeton Foundation wurde ab 1995 bis zu dessen Tod im Jahr 2015 durch seinen Sohn John M. Templeton, Jr. geleitet.